# (3705) Hotellasilla
(3705) Hotellasilla – planetoida z pasa głównego asteroid okrążająca Słońce w ciągu 5 lat i 189 dni w średniej odległości 3,12 j.a. Została odkryta 4 marca 1984 roku w Europejskim Obserwatorium Południowym przez Henriego Debehogne. Nazwa planetoidy pochodzi od hotelu La Silla w Chile, w którym przez dziesiątki lat kwaterowano i wyżywiono tysiące pracowników oraz gości Europejskiego Obserwatorium Południowego. Przed jej nadaniem planetoida nosiła oznaczenie tymczasowe (3705) 1984 ET1.